# 카원-라이너스 중성미자 실험
카원-라이너스 중성미자 실험(Cowan–Reines neutrino experiment)은 1956년 클라이드 카원과 프레더릭 라이너스가 수행한 실험이다. 이 실험을 통하여 매우 작은 질량의 전하가 0인 아원자 입자인 반중성미자의 존재를 확인했다.

## 배경
1910년-1920년대에는 핵의 베타 붕괴시 방출되는 전자 스펙트럼 연구를 통해 전자 이외에도 질량이 매우 작고 전하가 없는 또 다른 입자가 방출한다는 것을 확인했으나, 실제로 이를 검출하지는 못한 상태였다. 관측된 전자 에너지 스펙트럼은 연속적이였다. 에너지 보존을 고려하면 이는 베타 붕괴가 2체 붕괴 현상이기보다는 3체 붕괴 현상임을 의미하는 것이였다. 만일 2체 붕괴 현상이라면 연속 스펙트럼 대신 단색 피크 스펙트럼이 나오기 때문이다. 이러한 이유로 1930년 볼프강 파울리는 중성미자의 존재를 처음으로 가정하였다.

## 실험 가능성
역 베타 붕괴에서는 양성자(p)가 붕괴되면서 중성자(n), 양전자({\displaystyle e^{+}}, 전자의 반물질)을 방출함과 동시에 전자 중성미자({\displaystyle {\bar {\nu }}_{e}})로 방출할 것으로 추정되었다.
{\displaystyle {\bar {\nu }}_{e}+p\to n+e^{+}}
여기서 양전자는 재빨리 전자와 만나면서 쌍소멸한다. 이 결과 감마선(γ)이 관측된다. 여기서 중성자는 핵에 부딪치면서 방출되는 감마선을 통해 검출할 수 있다. 양전자가 소멸되고 중성자가 포획되는 두 사건이 동시에 일어나면 반중성미자 상호작용이라는 독특한 현상이 나타나 이를 볼 수 있다.
물 분자와 결합한 수소 원자 대부분은 핵에 양성자가 1개만 있는 경수소이다. 이 양성자는 검출기의 반중성미자 표적이 된다. 여러 개의 양성자와 중성자가 있는 무거운 핵의 경우에는 상호작용 매커니즘이 복잡하고 구성하고 있는 양성자에서 벗어나 간단하게 설명하기 어렵다.

## 실험 방법
카원과 라이너스는 로스앨러모스 물리학부분 최고학자인 J.M.B. 켈로그의 조언에 따라 원자로에서 방출되는 중성미자를 이용하여 제곱센치미터당 5×1013개의 중성미자가 방출되게 하였다. 이 정도의 중성미자 방출은 다른 어떤 방사성 붕괴로 나오는 중성미자보다 많다.
그 다음, 중성미자를 2개의 물탱크로 향하게 하여 중성미자가 양성자와 반응해 중성자와 양전자가 생성되도록 했다. 각각의 양전자는 전자와 만나 소멸하면서 감마선을 방출한다. 이 감마선은 물로 채워진 두 물탱크 사이에 끼워저 있는 신틸레이터(Scintillator)에 검출될 것이었다. 신틸레이터 물질은 감마선과 반응하여 빛을 내뿜고, 이 빛은 광전 증폭관 튜브에 검출될 것이었다.
이 실험만으로는 중성미자의 존재를 단정짓기 어려웠기 때문에, 이를 확실하게 하기 위하여 두 번째 실험도 고안했다. 탱크에 염화카드뮴을 채워넣어 중성자를 탐지하고자 했다. 카드뮴은 매우 효과적인 중성자 흡수재로, 중성자를 흡수하면서 감마선을 방출했다.

n
 + 108Cd → 109mCd → 109Cd + γ
만약 진짜로 뉴트리노가 생성되어 나온 것이었다면, 양전자에 의한 감마선이 검출된지 5마이크로초 이후에 카드뮴에서 방출한 감마선을 검출하도록 설계를 해놓았다.

## 결과
이들은 원래 핸펀드 지역에서 실험을 하였으나, 이후 우주선 차폐가 더 잘 되어있는 미국 사우스캐롤라니아 주 아이켄의 서배너 강 구역에서 실험을 진행했다. 이 차폐위치는 검출기에서 11m 아래, 지하 12m 아래 지점이었다.
이들은 200L를 담은 물탱크 2기에 CdCl2 약 40kg을 용해시켰다. 두 물탱크 사이엔 광전 증폭관 튜브 127mm가 있는 신틸레이터 3개를 끼워넣었다.
몇 달간 데이터 수집을 거친 후, 탐지기에서 시간당 대략 3회 꼴로 중성미자가 검출되는 것을 확인했다. 위에서 탐지한 중성미자가 정말 발생했다는 것을 확인하기 위하여 몇달 간 원자로를 폐쇄하고 검출되는 중성미자 수에 차이가 있는 지를 확인했다.
이 팀은 반응횡단면이 6×10-44cm2라고 추정했고, 실제 나온 결과값은 6.3×10-44cm2이었다. 이 실험 결과는 1956년 7월 20일 사이언스 지에 실렸다.
클라이드 카원은 1976년 사망했으며, 프레더릭 라이너스는 1995년 중성미자 물리학에 대한 공로로 노벨 물리학상을 수여받았다.

## 같이 보기
- 홈스테이크 실험